# 奈々と優奈のにじいろコレクション
奈々と優奈のにじいろコレクション（ななとゆなのにじいろコレクション） は、ラジオ関西やインターネットのアニスタ.TVで配信されていたラジオ番組。全52回。

## パーソナリティ
- 井ノ上奈々
- 稲村優奈
- ノゾミ（途中から）

## 放送概要
- ラジオ関西　木曜 26:00～26:30
- アニスタTV　金曜
- 2006年4月6日 - 2007年3月30日

## 番組コーナー
- 普通のお便り
- 新米教師稲村小優奈のにじいろ進路相談
- にじコレ・あ・ら・かると～
- なっさん・ノッさんのばら色未体験ゾーン

## 終了コーナー
- 優奈とエスプリ、じゅって～む～
- ドクトル・ナナンのあらあら？アラモード
- Little Nonノゾミの、きんいろコレクション

## ゲスト
- 花村怜美（2回）・中山恵里奈
- 藤田咲（3回）
- 豊永利行（4回）
- 新谷良子
- 中國卓郎・金田朋子
- 佐藤健